# Copa do Mundo de Xadrez de 2009
A Copa do Mundo de xadrez de 2009 foi um torneio no sistema eliminatório com 128 jogadores disputado entre 20 de novembro e 14 de dezembro em Khanty-Mansiysk, Rússia. O vencedor da competição se qualificou para o Torneio de Candidatos de 2011, para o Campeonato Mundial de Xadrez de 2012. Boris Gelfand derrotou Ruslan Ponomariov na final.